# 乌罗什·特里普科维奇
乌罗什·特里普科维奇（1986年9月11日—），塞尔维亚男子篮球运动员，场上位置是得分后卫。他曾代表塞尔维亚和黑山国家队参加2006年国际篮联世界锦标赛。